# Antitrygodes vicina
Antitrygodes vicina är en fjärilsart som beskrevs av Thierry-mieg 1907. Antitrygodes vicina ingår i släktet Antitrygodes och familjen mätare. Inga underarter finns listade i Catalogue of Life.